# Бітліс (вілаєт)
38°24′00″ пн. ш. 42°06′30″ сх. д. / 38.4° пн. ш. 42.108333333333° сх. д.
Вілаєт Бітліс(осман. ولایت بتليس) — вілаєт Османської імперії. Утворений 1875 року з частини Ерзурумського еялету з площею 29,840 км². Припинив існування у 1923 році в результаті реформ в Турецькій республіці.

## Історія
Створення нової провінції було пов'язано з наміром султанського уряду поліпшити керованість областями на сході Малої Азії та Кавказі. Водночас передбачалося розділити по різних вілаєтах вірменську громаду, що була доволі значною в Ерзурумському еялету. Вірмен-християн розглядали як небезпеку в можливій війні з Російською імперією. Переслідування вірмен посилилися після поразки у російсько-турецькій війні 1877—1878 років, коли кордони Росії поширилися у бік Бітліського вілаєту.
Постійне пригнічення вірмен призводило до повстань, рушійною силою яких стали федаїни. Найбільш потужними були повстання у гірському санджаку Сасон у 1894 та 1904 роках. Під час Першої світової війни відбулися декілька сутичок між турками і курдами з одного боку, та вірменами, а також ассирійцями (з іншого). Загострення розпочалося з 1893 року. За таємної підтримки султана Абул-Гаміда курдські хамідіє у 1895 році влаштували різанину вірменського населення.
З початку Першої світової війни разом з Ерзурумським та Трабзонським вілаєтами виконував завдання бази османських військ проти Російської імперії. У 1915—1916 роках вілаєт був місцем запеклих боїв між турецькими і російськими арміями, внаслідок яких останні здобули перемогу й зайняли більшу частину вілаєту разом з містом Бітліс.
Поразка у Першій світовій війні призвела до розгортання курдського руху за незалежність. Боротьба турків проти курдів зачепило й вілаєт Бітліс. Втім його вдалося утримати під владою турецької республіки, яку було утворено у 1920 році. У 1923 році Бітліський вілаєт перетворено на провінції Бітліс, Бінгьоль та Сіїрт.

## Структура
У 1875 році складався з 2 санджаків: Бітліс та Муш. У 1883 році до них додано санджак Сіїрт, а 1884 року — Генш.
- Бітліський санджак складався з 4 кази: Бітліс, Ахлат, Хизан, Муткі
- Мушський санджак складався з 5 кази: Муш, Буланик, Сасон, Малазгирт, Варто
- Сіїртський санджак складався з 5 кази: Сіїрт, Ерух, Перварі, Ширван, Курталан.
- Геншський санджак складався з 3 кази: Генш, Бінгьоль, Кулп.

## Населення
Відповідно до перепису 1885 року в провінції мешкало 388 625 осіб. Основними націями були турки та вірмени, також мешкали ассирійці, халдеї, курди.
Політика постійних утисків, переслідувань, нападів на вірмен та ісламізації призвела до того, що у 1914 році кількість мусульман становила 309 999 осіб, а вірмен Апостольської церкви — 117 492, ассирійців — 3992, халдеїв — 4356.

## Економіка
Основу становили землеробство і тваринництво. Вирощували насамперед пшеницю та просо, в менших обсягах — жито, овочі. Значну статтю доходів вілаєту становило виготовлення килимів. Ним насамперед займалися курди. Постачання здійснювалося на внутрішній ринок та до Стамбула.